# جوزيف وايت
جوزيف وايت (بالإنجليزية: Joseph White)‏ (1745 - 1814 م) هو لاهوتي ومستشرق إنكليزي.
تخرج من أكسفورد، وعين أستاذا للعربية فيها (1775 - 1814 م)، ثم أستاذا للعبرية (1804 - 1814 م).

## آثاره
من آثاره إعداد طبعة هاركلنيان من العهد الجديد (أكسفورد، 1778 م)، كما ألقى سلسلة محاضرات قارن فيها بين الإسلام والنصرانية (وقد أسهم صموئيل بادكوك Samuel Badcock في إعدادها، 1784 م).